# Розподілена система керування версіями
Розподілена (децентралізована) система керування версіями (англ. Distributed revision control system) — порівняно новий напрям систем керування версіями. Від традиційних, централізованих систем керування версіями децентралізовані відрізняються:
- Кожний розробник працює з власним репозиторієм.
- Модель роботи схожа на «базарний» стиль в тому, що кожен може створити власні гілки.
- Репозиторії можуть клонуватись будь ким, і часто клонуються декілька раз.
- Може існувати декілька «центральних» репозиторіїв.
- Обмеження прав доступу не використовуються. Натомість, зміни додаються на основі мереж довіри, наприклад, на основі попереднього досвіду співпраці або якості змін.
- Важелі керування належать керівникам проектів, котрі вирішують які гілки об'єднувати.
- Більшість операцій не потребує мережевого з'єднання.
- Існує перелік операцій для синхронізації репозиторіїв — передачі або отримання змін з інших репозиторіїв.